# 6-та повітряна армія (СРСР)
Шо́ста пові́тряна а́рмія (6 ПА) — авіаційне об'єднання, повітряна армія військово-повітряних сил СРСР під час радянсько-німецької війни.

## Командування
- Командувачі:
  - генерал-майор авіації Кондратюк Д. Ф. (червень 1942 — січень 1943);
  - генерал-майор авіації, з травня 1943 генерал-лейтенант авіації Полинін Ф. П. (січень 1943 — жовтень 1944).